# اسکات آودیسیان
اسکات آودیسیان (انگلیسی: Scott Avedisian؛ زادهٔ ۱۶ ژانویهٔ ۱۹۶۵) سیاست‌مدار ارمنی‌تبار اهل ایالات متحده آمریکا است. وی از سال ۲۰۰۰ شهردار واریک دومین شهر بزرگ ایالت رود آیلند می‌باشد.
آودیسیان یک مدرک افتخاری از مؤسسه فناوری نیو انگلند کسب نموده‌است.